# Aventureros al tren

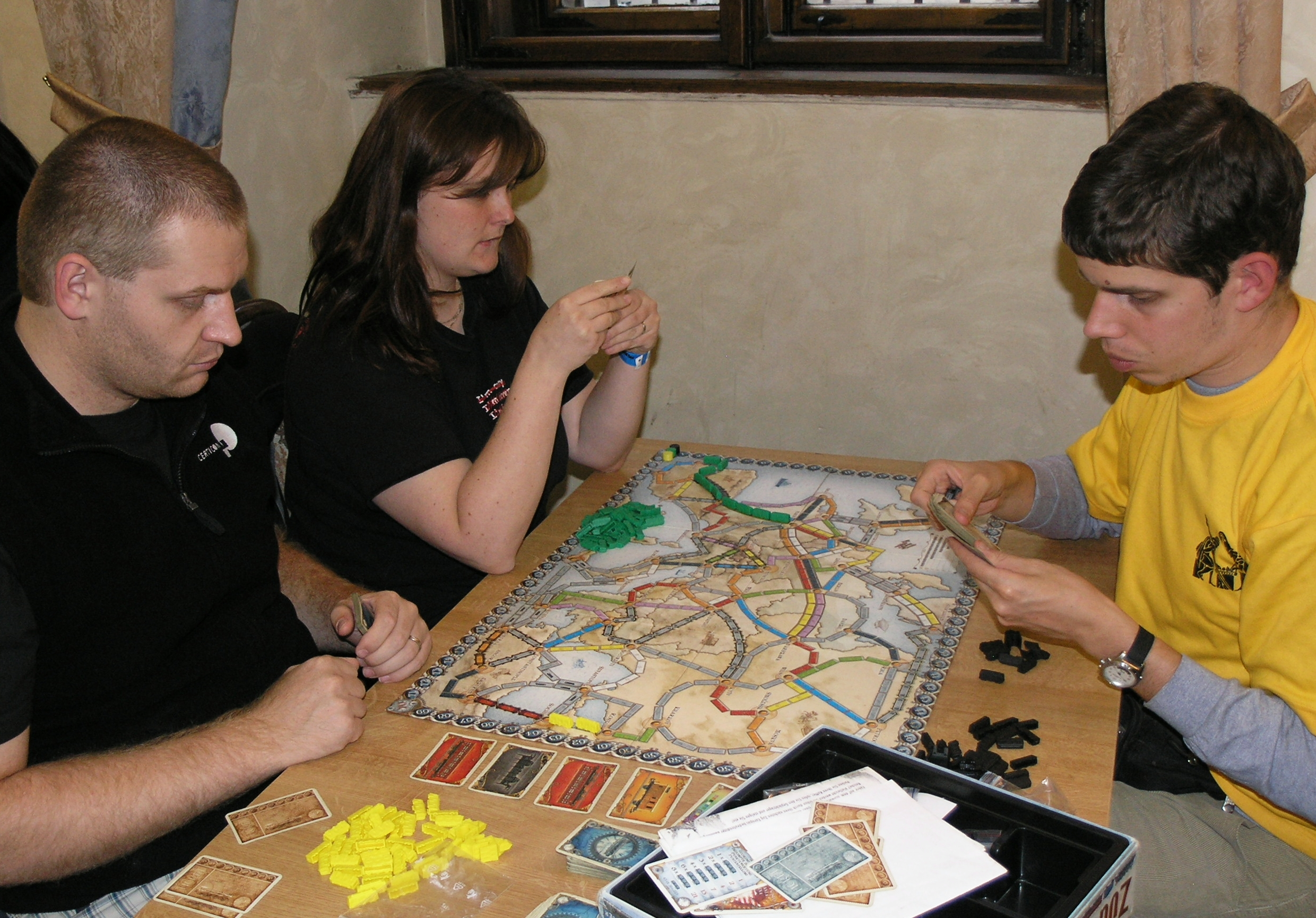
Jóvenes jugando a Aventureros al tren en la República Checa.

Ticket to ride (Aventureros al tren en su traducción española) es un juego de mesa de temática ferroviaria diseñado por Alan R. Moon y publicado en 2004 por Days of Wonder. El juego es también conocido como Zug um Zug (alemán), Les Aventuriers du Rail (francés), Wsiąść do pociągu (polaco), y Menolippu (finés).
Vencedor del Spiel des Jahres en 2004, el Premio Origins a mejor juego de 2004, el Diana Jones award, el Juego del Año 2005 de España y el As d'Or Jeu de l'année en 2005 y segundo en el Schweizer Spielepreis a juegos familiares. Su secuela, Ticket to Ride: Europe ganó el International Gamers Award en 2005. También en 2025 accedió al salón de la fama de BoardGameGeek como uno de sus veinticinco primeros juegos seleccionados.  Hasta agosto de 2008, el juego había vendido, según su editor, más de 750.000 copias.
Diez años después de su primera edición, Days of Wonder lanzó una edición especial por el décimo aniversario del juego original, con un tablero más grande y fichas y cartas especiales para la ocasión y con todas las expansiones de Aventureros al tren que se han lanzado durante esos diez años.

## Tema
El juego presenta un mapa de Estados Unidos y Canadá con las principales ciudades unidas por trayectos. Los jugadores tendrán que cubrir diferentes rutas a fin de lograr completar sus cartas objetivo y ser los que más puntos acumulen a final de la partida. Para ello, el juego cuenta con pequeños vagones de plástico, cartas de vagón, cartas de destino y un mapa en el que se añade un resumen de las puntuaciones por recorrido.

## Expansiones[7]
Aventureros al tren cuenta hasta el momento con ocho expansiones que añaden nuevos mapas y reglas al juego original:
- Aventureros al tren. Asia (incluye reglas para seis jugadores).
- Aventureros al tren. India (incluye un segundo mapa de Suiza).
- Aventureros al tren. El corazón de África.
- Aventureros al tren. Países Bajos.
- Aventureros al tren. Reino Unido (incluye un segundo mapa de Pensilvania).
- Aventureros al tren. Francia.
- Aventureros al tren. Japón - Italia.
- Aventureros al tren. Polonia.

Las ediciones de América (el juego original) y Europa cuentan con expansiones propias (USA 1910, Europa 1912, Orient Express) que añaden nuevas cartas de destino y nuevos modos de juego. 

### Otras expansiones
Además de las expansiones con cartas y mapas, Aventureros al tren cuenta con otros accesorios para mejorar la experiencia de juego:
- Ticket to ride. Dice Expansion. Un juego de dados para hacer el juego más azaroso.
- Ticket to ride. Alvin & Dexter. Añade un componente táctico al juego al tener que evitar que dos monstruos creen el caos en el tablero.
- Aventureros al tren. El carguero de Halloween. Un set de vagones y estaciones válido para jugar a Aventureros al tren, Aventureros al tren. Europa, y a cualquiera de sus expansiones.

## Otras ediciones de Aventureros al tren[7]
El éxito de Aventureros al tren llevó a editar, aparte de las expansiones anteriormente mencionadas, sets del juego completo con nuevos mapas y nuevas reglas, a los que se puede jugar sin tener el juego original. El primero de ellos fue Aventureros al tren. Europa, aunque en la actualidad se han editado hasta diez secuelas del popular juego:
- Aventureros al tren. Europa.
- Aventureros al tren. Países nórdicos.
- Aventureros al tren. Alemania.
- Aventureros al tren. La vuelta al mundo.
- Aventureros al tren. Nueva York.
- Aventureros al tren. San Francisco.
- Aventureros al tren. Amsterdam.
- Aventureros al tren. El primer viaje (juego adaptado para niños).
- Aventureros al tren. Marklin.
- Aventureros al tren. El juego de cartas.